# 樱花工作室
樱花工作室（桜花スタジオ）是網易建立的遊戲工作室，主要開發家用遊戲機遊戲。工作室由前萬代南夢宮工作室開發本部長赤塚哲也組建，在2020年6月於中華人民共和國廣州市成立，後在東京澀谷開設分部。

## 歷史
赤塚哲也原為萬代南夢宮工作室開發本部長，2020年的時候有轉職念頭，在與網易接觸之後，決定加入網易，並在廣州建立遊戲工作室「櫻花工作室」。工作室取名櫻花，是因為赤塚哲也認為櫻花的特質與遊戲製作人很相似，櫻花花期很短，大部分時間都在積蓄力量，開花之時給人帶快樂。工作室建立初期的成員還包括原卡普空遊戲製作人吉田亮介，原萬代南夢宮娛樂遊戲製作人小澤健司，原卡普空藝術總監杰兹·弗莱等人。2020年7月，工作室的東京分部在澀谷成立。成員可以自由選擇在兩地間流轉，根據情況可以靈活調整職稱和远距工作。2022年3月，在Fami通的訪問中，赤塚哲也透露工作室目前有三個開發專案，一款角色扮演遊戲，一款戰鬥遊戲和原創動作遊戲。
2024年8月，工作室首款遊戲《聖劍傳說 瑪娜幻象》發售。不日，網易遊戲表示將關閉工作室，工作室主要製作人吉田亮介與小澤健司等先後宣佈離職，創辦人赤塚哲也將個人領英賬號上工作室相關內容刪除。同年12月末，工作室官網被發現已經無法訪問。工作室關閉前，一共接手過五個專案，除了《聖劍傳說 瑪娜幻象》外，還有一個外包已經完成，進入宣發階段。另外三個均未完成遊戲演示。競核的報道指出工作室負責人赤塚哲也過往工作主要是外包和續作開發，缺乏監製原創作品的經驗。他也不太適應網易的管理體系，公司日常業務由一位人事部門的高層負責交接，外包業務無法控制成本，導致專案最終成本超過甲方給出的錢。

## 開發作品
- 《聖劍傳說 瑪娜幻象》[9]